# 松尾英男
松尾 英男（まつお ひでお、1918年8月30日 - 1998年4月3日）は、日本の実業家。
元東急不動産社長、東急ハンズ社長、東京急行電鉄専務。 

## 来歴
北海道札幌市出身。小学校卒業後、母親の再婚で東京に移る。東京府立第六中学校を経て、1942年慶應義塾大学経済学部を卒業し、戦後の1946年に東京急行電鉄に入社。1953年に東急不動産に出向し、田園都市部長・常務・専務などを経て、1978年社長に就任し、のち会長となる。同社を総合ディベロッパーに育てあげ、「中興の祖」と呼ばれた。さらに1976年に東急ハンズの設立に関わり、初代社長を務める。また、この間東京急行電鉄取締役・専務なども歴任し、東急グループの重鎮として活躍した。